# Солнечний район
Со́лнечний район (рос. Солнечный район) — район у складі Хабаровського краю Російської Федерації.
Адміністративний центр — селище міського типу Солнечний.

## Історія
Район був утворений 23 березня 1977 року.

## Населення
Населення — 29300 осіб (2019; 33701 в 2010, 36006 у 2002).

## Адміністративний поділ
Район адміністративно поділяється на 1 міське поселення та 10 сільських поселень:
| Поселення                       | Площа, км² | Населення, осіб (2002) | Населення, осіб (2010) | Населення, осіб (2019) | Центр     | Населені пункти |
| ------------------------------- | ---------- | ---------------------- | ---------------------- | ---------------------- | --------- | --------------- |
| Солнечне міське поселення       | 101,45     | 14795                  | 13534                  | 11745                  | Солнечний | 2               |
| Амгунське сільське поселення    | 14,35      | 516                    | 461                    | 382                    | Амгунь    | 1               |
| Березовське сільське поселення  | 48,90      | 6021                   | 5714                   | 5094                   | Березовий | 2               |
| Горінське сільське поселення    | 27,34      | 3807                   | 4152                   | 3749                   | Горін     | 1               |
| Горненське сільське поселення   | 17,64      | 1674                   | 1523                   | 1359                   | Горний    | 1               |
| Джамкуське сільське поселення   | 6,07       | 678                    | 646                    | 569                    | Джамку    | 1               |
| Дукинське сільське поселення    | 105,09     | 2006                   | 1859                   | 1666                   | Дукі      | 2               |
| Еворонське сільське поселення   | 34,41      | 1442                   | 1344                   | 1119                   | Еворон    | 1               |
| Кондонське сільське поселення   | 9585,46    | 477                    | 482                    | 515                    | Кондон    | 1               |
| Харпичанське сільське поселення | 25,36      | 993                    | 928                    | 818                    | Харпичан  | 2               |
| Хурмулинське сільське поселення | 71,82      | 3597                   | 3058                   | 2284                   | Хурмулі   | 4               |

## Найбільші населені пункти
| №  | Місто     | Населення, осіб (2002) | Населення, осіб (2010) |
| -- | --------- | ---------------------- | ---------------------- |
| 1  | Солнечний | 14415                  | 13048                  |
| 2  | Березовий | 5803                   | 5498                   |
| 3  | Горін     | 3807                   | 4152                   |
| 4  | Хурмулі   | 2210                   | 1950                   |
| 5  | Дукі      | 1846                   | 1727                   |
| 6  | Горний    | 1674                   | 1523                   |
| 7  | Еворон    | 1442                   | 1344                   |
| 8  | Харпичан  | 924                    | 848                    |
| 9  | Джамку    | 678                    | 646                    |
| 10 | Ліан      | 808                    | 603                    |